# Primnoisis antarctica
Primnoisis antarctica is een zachte koraalsoort uit de familie Isididae. De koraalsoort komt uit het geslacht Primnoisis. Primnoisis antarctica werd in 1878 voor het eerst wetenschappelijk beschreven door Studer. 